# Антоній-Еміль Тахіаос
Антоній-Еміль Н. Тахіаос (грец. Ἀντώνιος–Αἰμίλιος Ταχιάος; 20 травня 1931, Салоніки — 10 квітня 2018, Салоніки) — доктор історичних наук, професор, член-кореспондент Афінської академії, заслужений професор Фессалонікійського університету Аристотеля, зарубіжний член Сербської і Болгарської академій наук, президент Грецької асоціації славістів, голова наукового товариства Кирила і Мефодія.

## Біографічні відомості
Народився Антоній-Еміль Миколайович Тахіаос в Салоніках в 1931 р. Батьки його були купцями. Після закінчення богословського факультету Фессалонікійського університету навчався в Парижі, в Сергіївському інституті (Institut russe de théologie orthodoxe) і в Сорбонні (École pratique des hautes études), спеціалізуючись на історії слов'янських церков і древньої слов'янської філології (1954—1957), під керівництвом професорів А. В. Карташова, Андре Вайан, прот. Іоанна Мейєндорфа і єп. Касіяна (Безобразова). Після повернення в Грецію і після трирічної служби в армії у званні офіцера військово-повітряних сил був прийнятий в якості помічника на Відділення історії богословського факультету Фессалонікійського університету (1960—1963).
У 1962 році захистив докторську дисертацію на богословському факультеті Фессалонікійського університету за темою «Вплив ісихазму на церковну політику Русі: 1328—1406».
У 1963 р. очолив в якості завідувача слов'янське відділення Фессалонікійського інституту балканських досліджень (1963—1967), при якому заснував школу балканських і російської мов і заснував «Бюлетень слов'янської бібліографії», ставши його відповідальним редактором.
У 1965 році обраний доцентом, згодом екстраординарним професором (1968), а в 1974 році — ординарним професором на кафедрі історії слов'янських Церков Фессалонікійського університету Аристотеля.
З 1975 р. був президентом Грецької асоціації слов'янських досліджень. Був членом Центру візантійських досліджень Dumbarton Oaks в Вашингтоні, де періодично працював в 1977, 1982 і 1983 рр.
У 1981 р. обраний членом Сербської академії наук і мистецтв по відділенню мови і літератури, а в 1989 р. — членом Болгарської академії наук. У 1985 році йому присвоєно звання почесного члена Спілки філологів-болгарознавців Болгарії.
У 1994 році на запрошення Нью-Йоркського університету читав курс візантійської історії.
З 1990 по 1997 рр. обіймав посаду голови адміністративної ради Фессалонікійського інституту балканських досліджень. У 1998 р. Рада професорів Фессалонікійського університету присвоїла йому звання заслуженого професора.
У 2000 році обраний членом-кореспондентом Афінської академії наук на відділенні літератури та мистецтва. Був почесним доктором історії Софійського державного університету, почесним доктором Православного богословського інституту (Париж) і Свято-Володимирської православної семінарії (Нью-Йорк).
Помер Антоній-Еміль Тахіаос 10 квітня 2018 року, на другий день після Великодня, на 87 році життя. Відспівування вченого відбулося на наступний день, 11 квітня, в кафедральному соборі св. Григорія Палами в Салоніках (Греція), багаторічним прихожанином якого він був. З благословення Вселенського Константинопольського Патріарха Варфоломія в відспівуванні взяв участь його повноважний представник митрополит Аркалохорійський, Кастеллійський і Віаносський Андреас (Нанакіс). Попрощатися з професором прийшли багато жителів міста Салоніки, представники мерії, Фессалонікійського університету, численні учні та студенти, колеги та друзі, рідні та близькі.

## Громадська діяльність
З 1976 року А.-Е. Тахіаос представляв Грецію в Міжнародному комітеті славістів. Також він брав участь у створенні Міжнародної асоціації з вивчення і поширення слов'янських культур (МАВПСК) при ЮНЕСКО. Був засновником і відповідальним редактором міжнародного щорічника грецького слов'янознавства Cyrillomethodianum (1971—1994), постійним організатором та відповідальним за проведення з'їздів слов'янознавців в Греції, а також неодноразово брав участь в різних міжнародних конгресах.
Був членом редакційної ради наукових щорічників: «Афонська спадщина» (Київ), «Rivista di studi byzantini e slavi», «Byzantinorossica» (Москва), «Росія і християнський Схід» (Москва), «Праці відділу давньоруської літератури» (Санкт-Петербург).
Антоній-Еміль був багаторічним радником Константинопольських Патріархів Афінагора, Димитрія та Варфоломія, нерідко супроводжував їх під час офіційних візитів до різних слов'янських країн. У 1964 р. патріарх Афінагор призначив А.-Е. Тахіаоса офіційним перекладачем на засіданнях 3-ї Всеправославної наради на Родосі.
За дорученням Міністерства закордонних справ Греції проф. Тахіаос супроводжував під час офіційних відвідувань Греції і Святої Гори Афон патріарха Болгарського Кирила і завідувача Відділом зовнішніх церковних зносин Московського патріархату митрополита Ленінградського і Ладозького Никодима. Під час близького спілкування з останнім в ході візиту на Афон зародилася ідея направити з СРСР групу ченців для підтримки збіднілої братії Пантелеймонова монастиря (на той момент в обителі залишалося всього 8 ченців похилого віку, по смерті яких монастир опинився б на межі ліквідації). Завдяки особистим зв'язкам проф. Тахіаоса в грецьких урядових колах це питання було вирішено і в 1965 році уряд Греції надав грецьке громадянство першій групі з п'яти ченців з СРСР, дозволивши їм прибути на Святу Гору.
2008 року входив до складу делегації Вселенського Патріарха Варфоломія під час офіційного візиту до України з нагоди святкування 1020-річчя Хрещення Київської Русі.
За підтримки Антонія Тахіаоса в Києві в 2013 році був створений Міжнародний інститут афонської спадщини (МІАС), почесним головою якого він був обраний. Під його редакцією інститутом були видані ряд монографій і досліджень з історії та спадщини Афона. Одним з останніх таких проектів було видання під редакцією проф. Тахіаоса книги під назвою «Старець Аникита: духовний шлях святості. Матеріали до життєпису, з додатком творів ієросхимонаха Аникити (князя Ширинського-Шихматова)», що побачила світ у 2018 році незадовго до смерті проф. Тахіаоса. Також під його редакцією МІАС готувало до друку книгу про давньоруську афонську обитель «Ксілургу». За його активної участі і підтримки МІАС організовувалися міжнародні наукові конференції з історії та спадщини Афона.

## Наукові дослідження
Професор Тахіаос вперше видав автобіографічний твір прп. Паїсія Величковського і низку інших його праць, а також присвятив спадщині прп. Паїсія цілу серію досліджень і публікацій.
У 1970-ті рр. він вперше здійснив пошук слов'янських рукописів в монастирських бібліотеках Святої Гори Афон. Тісно співпрацюючи з ігуменами Руського на Афоні Свято-Пантелеймонівського монастиря архім. Гавриїлом (Легач) і Авелем (Македоновим), він зробив чимало відкриттів в архівному сховищі Русика, вперше докладно описавши кожен знайдений рукопис і ілюструючи багато з них. Виданий ним в 1981 році на грецькій мові «Каталог слов'янських рукописів Пантелеймонова монастиря» здійснив неоціненний внесок у збереження культурної і духовної спадщини Руського монастиря на Афоні, послуживши важливим підспір'ям для продовження подальших досліджень скарбів архіву і бібліотеки стародавньої руської афонської обителі.

## Нагороди
За труди на благо Церкви і заслуги перед наукою він був нагороджений золотим орденом Тисячоліття Святої Гори Афон (1968), орденом Святого Володимира Руської Православної Церкви (1968), орденом 1300-річчя Болгарської Держави (1981), орденом Святих Кирила і Мефодія Чехословацької Православної Церкви (1968), золотим орденом Святого Климента, Софійського університету, з стрічкою (1989) і багатьма іншими нагородами.